# Veniks. Підлогові щітки
«Veniks (Підлогові щітки)» — радянський двосерійний фільм-комедія 1991 року, режисера Івана Васильова за мотивами фарсу Клода Маньє «Блез». На вихід фільму у прокат було накладено судову заборону на час розгляду позову, поданого Лідією Вєлєжевою. Актриса, яка не бажала зніматися оголеною, була ображена тим, що творці без попередження залучили для цієї мети дублершу. У жовтні 1991 року кінокартина демонструвалася на сочинському кіноринку, що проходив під егідою «Кінотавра». У широкий прокат фільм так і не вийшов.

## Сюжет
Блез — молодий паризький художник, він бідний, його картини не продаються, і він змушений заробляти на життя продажем підлогових щіток, пропонуючи їх від дверей до дверей. Його коханка Женев'єва втягує його в аферу, яка допоможе вирішити його матеріальну скруту. Блез повинен орендувати на два тижні багату віллу в 16 кварталі Парижа, щоб справити враження на заможного комерсанта Карла (чиєю коханкою Женев'єва також є) і одружитися на його розумово відсталій дочці.
Випровадивши Аріану, колегу Женев'єви по цеху і господиню вілли, Блез починає приготування до візиту багатих гостей. Прислана з бюро по найму симпатична, але дурна служниця Марія допомагає йому у цьому таким чином, що більше заважає. Через низку курйозів і безглуздостей Блез знаходить схвалення і розуміння Карльє і отримує замовлення на картину із зображенням оголеної натури. Поки Блез випроваджує важливих гостей, Марія знаходить фарби й полотно і як би випадково пише прекрасну картину.
Щоб виконати замовлення Карльє, Блез переконує Марію позувати йому. Повертається Карльє і переконує Блеза здати йому в оренду віллу протягом наступного дня, щоб використовувати її як місце для побачення. Художнику необхідні гроші, і він погоджується. Карльє забирає картину, написану Марією, прийнявши її за картину Блеза. Останній розуміє, що служниця більш талановита, ніж він сам.
Весь наступний день Марії доводиться пліч-о-пліч допомагати Блезу розплутувати складну ситуацію, в якій він опинився. Спочатку з'являється Аріана, яка повернулася з лижного курорту в гіпсі та інвалідному візку. Її доводиться видалити з дому. Потім з'являється Женев'єва, щоб провести час з Блезом. Потім приходить китаянка, що розмовляє тільки китайською. Потім з'являється Карльє, який збирається розважатися з китаянкою, у зв'язку з чим необхідно сховати голу Женев'єву, щоб Карльє не здогадався про її зв'язки з Блезом. Потім з'являється дочка Карльє, яка в грубій формі намагається загнати Блеза в ліжко. Поки він чинить опір, приходить дружина Карльє, від якої доводиться ховати не тільки Женев'єву, але і її чоловіка і доньку. По ходу справи Марія не втрачає часу дарма і проводить аферу з продажем великої партії підлогових щіток Карльє, в результаті чого стає мільйонеркою.
Зрештою художнику доводиться розкрити всі карти, від чого він мало не божеволіє. Усвідомивши все, він пропонує руку і серце Марії.
Через весь фільм проходить фраза «Здрастуйте, вам підлогові щітки не потрібні?», а також неабияка кількість оголених тіл. Роздягають всіх молодих жіночих персонажів. Перед другою серією фільму йде попередження про те, що в сценах з оголеною Лідією Вєлєжевою замість неї грає інша актриса. В кінці фільму вставлений коментар: «Кіногрупа приносить вибачення Л. Вєлєжевій за те, що вона знімалася тільки в одягненому вигляді».

## У ролях
- Євген Редько —  Блез д'Амбріє
- Ольга Жуліна —  Марія Іванівна Тарасова
- Олександр Лазарев —  Клебер Карльє
- Світлана Немоляєва —  мадам Карльє
- Катерина Дурова —  Лаура Карльє
- Валентина Григор'єва —  Женев'єва
- Георгій Мілляр —  Аріана Кларенс
- Лідія Вєлєжева —  Сяо-Мяо

## Знімальна група
- Режисер — Іван Васильов
- Сценарист — Іван Васильов
- Оператор — Георгій Козельков
- Композитор — Анатолій Бальчев
- Продюсер — Леонід Сорочан